# Little River (Tooma River)
Der Little River ist ein Fluss im Südosten des australischen Bundesstaates New South Wales.
Er entspringt unterhalb des Ortes Toolong Plain im westlichen Teil des Kosciuszko-Nationalparks. Von seiner Quelle aus fließt er durch unbesiedeltes Gebiet nach Norden und mündet nach wenigen Kilometern in den Tooma River.